# ZiL–41047
A ZiL–41047  a Szovjetunióban, majd Oroszországban a Lihacsov Autógyárban (ZiL) 1985–2002 között gyártott hétszemélyes, luxus kategóriájú limuzin. A ZiL–4104 járműcsalád utolsó alapváltozatú modellje.

## Története
A ZiL–4104 1983–1985 között gyártott változatát, a ZiL–41045-ös típust váltotta fel a gyártósoron 1985-ben. Annak továbbfejlesztett, kissé módosított változata. A ZiL–41047-es kettős fényszórói az elődtípusétól eltérően négyszögletesek lettek, továbbá megnövelték a hűtőmaszk méretét és megszüntették az elülső ajtókon lévő pillangóablakokat. Ugyancsak módosították a hátsó lámpákat és néhány berendezését.
A járműveket kis sorozatban építették, évente mindössze néhány darab készült. A gépkocsikat a szovjet időszakban az SZKP Politikai Bizottságának tagjai használták, valamint magas rangú külföldi delegációk szállítására vették igénybe. Az utolsó ZiL–41047-es gépkocsit 2002-ben építették a kazah elnök számára.

## Műszaki jellemzői
A jármű orr részébe építették be a 7680 cm³ hengerűrtartalmú, benzinüzemű, V8 hengerelrendezésű, hengerenként kétszelepes ZiL–4104 típusú motort, mely 4600 1/min. fordulatszámnál 231,8 kW (315 LE) maximális teljesítményt ad le. Ez hidraulikus tengelykapcsolón és háromfokozatú automata váltón keresztül hajtja a hátsó híd kerekeit. A hátsó híd differenciálművét és a sebességváltót kardántengely köti össze. A mellső futómű független kerékfelfüggesztéssel rendelkezik, a lengőkarokat csavarrugó és lengéscsillapító kapcsolja a karosszériához. A hátsó futóművet merev hátsó híd alkotja, mely laprugókon keresztül kapcsolódik a felépítményhez. Elektromos rendszere 12V-os, egyvezetékes rendszerű. Fékrendszere hidraulikus működtetésű, vákuumos fékrásegítővel ellátva. Az első és a hátsó kerekek is tárcsafékkel rendelkeznek.

## Típusváltozatok
- ZiL–41047 – 1985–2002 között gyártott hétszemélyes alapmodell, 3880 mm-es tengelytávval.
- ZiL–4105 – Speciális védelemmel ellátott karosszériával épített változat, melyet 1988–1999 között gyártottak.
- ZiL–41052 – Speciális védelemmel ellátott karosszériával épített változat, melyet 1988–2002 között gyártottak.
- ZiL–41053 – Páncélozott változat, csak két példányt gyártottak belőle 1992-ben.
- ZiL–4107 – Speciális távközlési berendezésekkel felszerelt változat, melyet 1988–1999 között gyártottak.
- ZiL–41072 – A Szkorpion egység számára testőr és kísérő feladatokra kialakított változat, melyet 1989–1999 között gyártottak.
- ZiL–410441 – A Győzelem-napi díszszemlékre készített, fekete fényezésű, nyitott változat. Csak három darab készült belőle.